# Cyprian Godebski

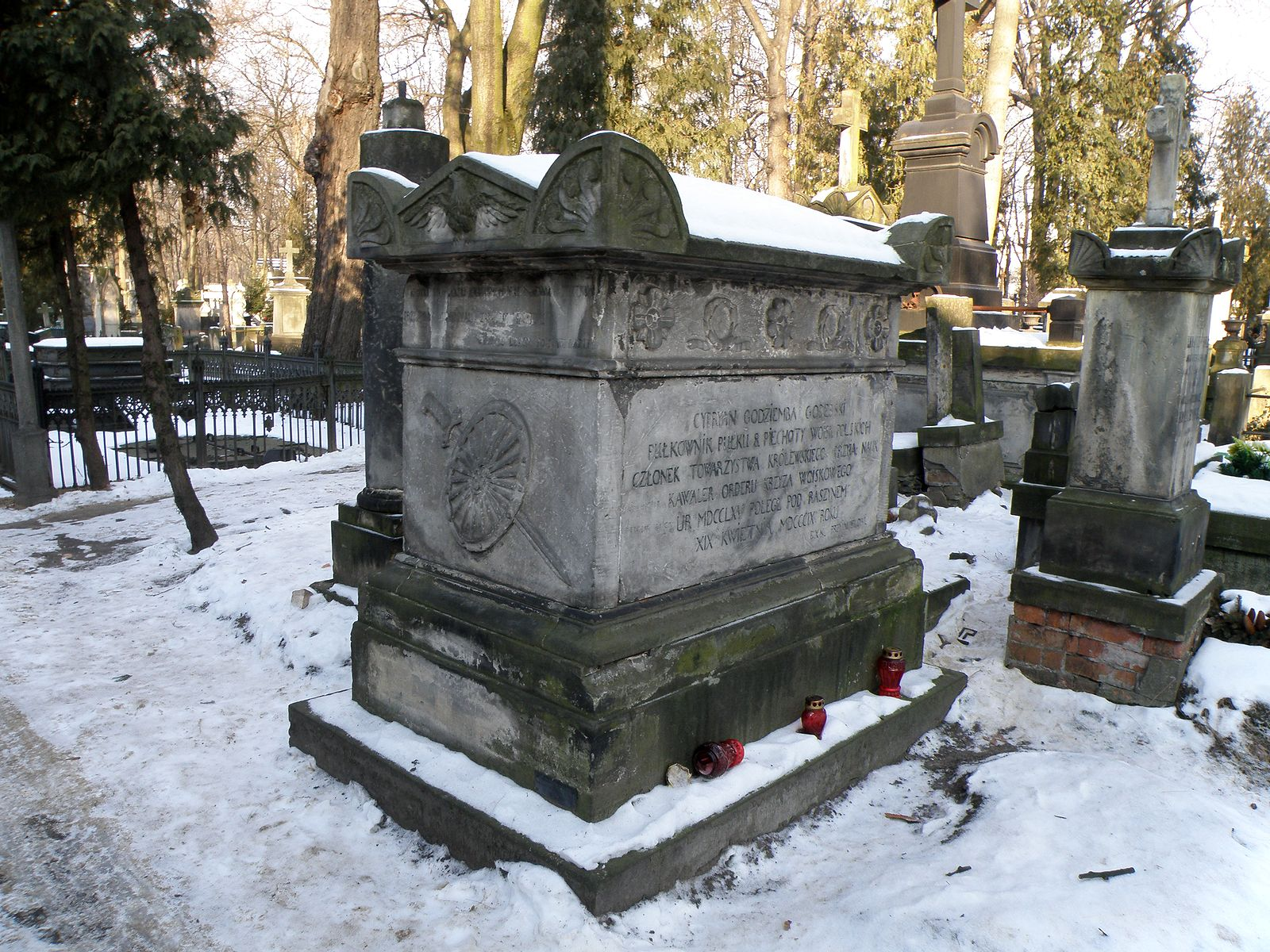
Tomba di Cyprian Goebski nel cimitero Powązki, Varsavia

Cyprian Godebski (1765 – Raszyn, 19 aprile 1809) è stato un poeta e scrittore polacco, padre di Franciszek Ksawery.

## Biografia

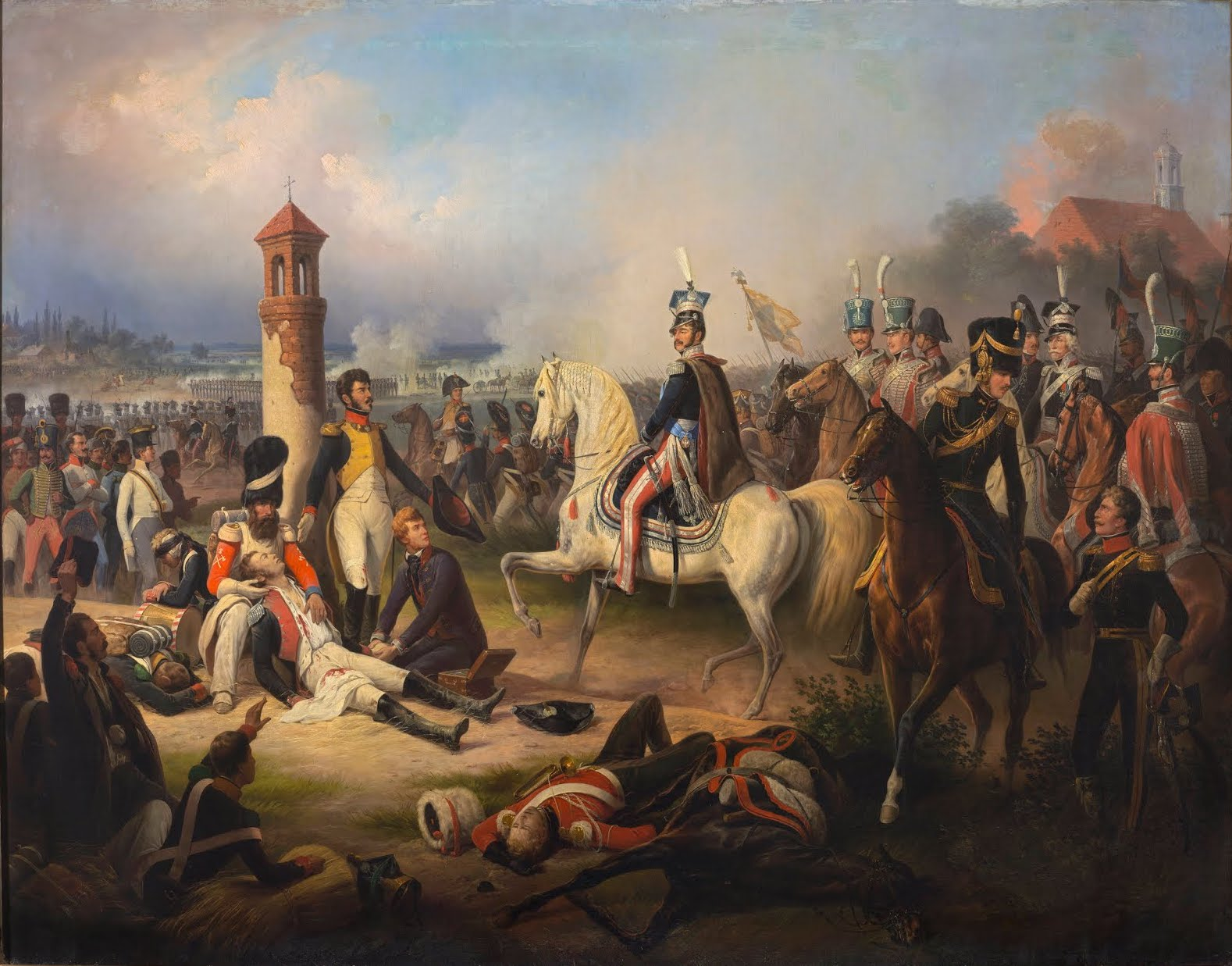
"Morte di Cyprian Godebski a Raszyn", dipinto di January Suchodolski.

Cyprian si arruolò nella Legione polacca dal 1798 al 1801. Nel 1803–1806 divenne, assieme a Ksawery Kossecki, editore dell'almanacco "Zabawy Przyjemne i Pozyteczne". Dal 1805 fu membro della Friends of Science Society. Nel 1806 Cyprian si unì all'esercito polacco del Ducato di Varsavia, disilluso dalla politica di Napoleone Bonaparte nei confronti della Polonia. Morì nel corso della battaglia di Raszyn nel 1809.